# Zmierzchnica trupia główka
Zmierzchnica trupia główka (Acherontia atropos) – ćma z rodziny zawisakowatych, jeden z trzech gatunków rodzaju Acherontia. Na tułowiu ma charakterystyczny wzór przypominający czaszkę, któremu zawdzięcza swoją nazwę.

## Opis
Wygląd ćmy w pozycji spoczynkowej zlewa się z fakturą kory drzew, na których bytuje. Nieruchomy motyl jest prawie niewidoczny. Rozłożone skrzydła mają natomiast kontrastowe, żółto-czarne barwy, przypominające żądlące błonkówki (np. szerszenia) co motyl wykorzystuje do odstraszania drapieżników. W ucieczce motylowi pomaga zwinność i szybkość lotu.
Zaniepokojony motyl wydaje piszczący dźwięk, wydmuchując powietrze przez trąbkę.
Rozpiętość skrzydeł 10–14 cm, gąsienice dorastają do 13 cm. Masa ciała do 10 g.

## Biologia
Imago spotykane są w koloniach pszczoły miodnej, gdzie nie niepokojone odżywiają się miodem i nektarem. Pszczoły nie atakują motyla dzięki zjawisku chemicznej mimikry.

### Rozród

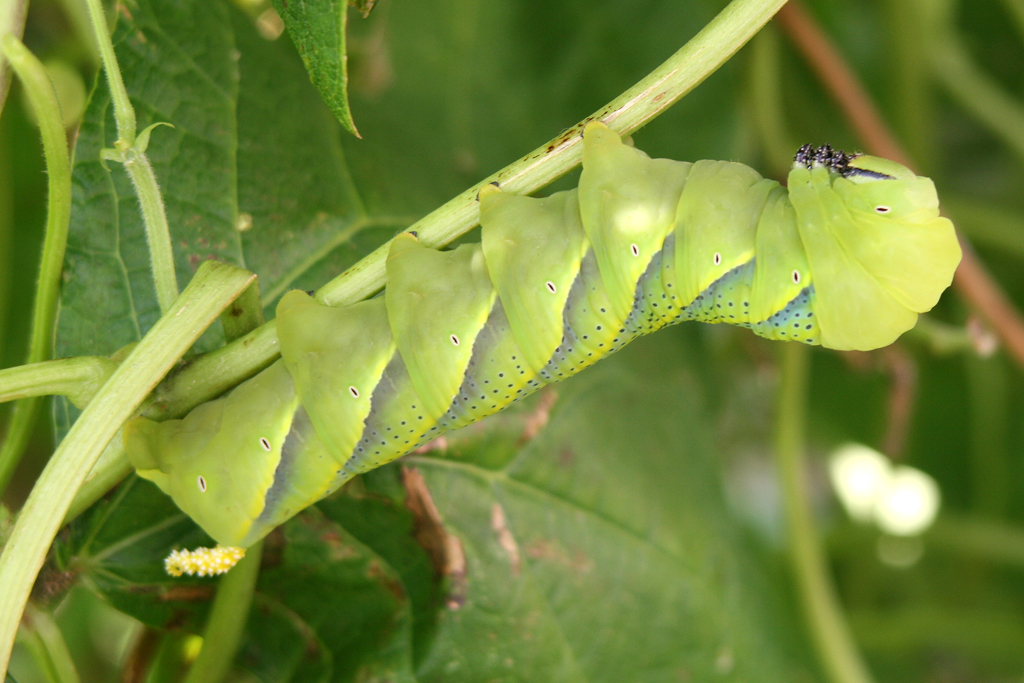
Gąsienica zmierzchnicy trupiej główki

Tereny lęgowe motyla to cała Afryka, Azja południowo-zachodnia, a także basen Morza Śródziemnego, gdzie jest jednak narażony na mrozy. Motyl migruje w dużej ilości na teren Europy aż po koło podbiegunowe, głównie jednak do Europy Zachodniej. Z powodu pogody, głównie różnicy temperatur, europejskie populacje tego motyla różnią się bardzo w poszczególnych latach. Motyl potrafi przemierzać w locie tysiące kilometrów z dużą szybkością. Jeżeli lato w Europie jest wystarczająco ciepłe i długie, to także w Europie lęgnie się nowe pokolenie motyla, które z kolei migruje z końcem lata na południe. 
Zdarza się jednak, że młode pokolenie pojawia się nawet za kołem polarnym, np. w północnej Szwecji (68°12’21.3”N 21°50’18.1”E).
Gąsienice żywią się zielonymi częściami roślin rodziny psiankowatych, np. ziemniaka, pomidora, bielunia, pokrzyku wilczej jagody, a także roślin z rodzin werbenowatych i oliwkowatych.

## Nazwa
Łacińska nazwa zmierzchnicy trupiej główki wiąże się z mitologiczną rzeką Acheron oraz Mojrą Atropos.

## Pasożyty
Na gąsienicach pasożytują liczne gatunki gąsienicznikowatych i rączycowatych:
- Ichneumonidae
  - Amblyjoppa fuscipennis
  - Amblyjoppa proteus
  - Callajoppa cirrogaster
  - Callajoppa exaltatoria
  - Diphyus longigena
  - Diphyus palliatorius
  - Ichneumon cerinthius
  - Netelia vinulae

- Tachinidae
  - Compsilura concinnata
  - Drino atropivora
  - Masicera pavoniae
  - Winthemia rufiventris

## Nawiązania w kulturze
Zmierzchnica trupia główka w wielu kulturach była (i niekiedy jeszcze jest) kojarzona ze śmiercią. Figuier w 1868 roku zapisał, że według wierzeń mieszkańców Anglii motyl towarzyszy wiedźmom i szepcze im do ucha imiona ludzi, którzy wkrótce umrą.
Zmierzchnica trupia główka pojawia się także w filmie Pies andaluzyjski oraz jest ważnym motywem pojawiającym się w powieści Milczenie owiec.
W polskiej literaturze zmierzchnica pojawiła się jako jeden z głównych elementów w powieści kryminalnej Cichym ścigałam go lotem Joe Alexa.
Motyl wzmiankowany jest również w gotyckiej powieści I’m the King of the Castle, autorstwa Susan Hill, gdzie użyty jest w celu zaszczepienia strachu w jednym z młodych protagonistów.